# Bigod (Adelsgeschlecht)
Bigod war eine Familie des anglonormannischen Adels, die mit  der normannischen Eroberung nach England kam. Ihr Stammvater ist wohl Robert le Bigot, der nicht aus dem hohen normannischen Adel stammte, aber dennoch am Hof von Herzog Wilhelm II. von Normandie, dem späteren Eroberer Englands eine wesentliche Rolle spielte. Robert und sein vermutlicher Sohn Roger nahmen wohl an der Schlacht von Hastings teil und wurden – wie so viele andere normannische Adlige auch – anschließend mit umfangreichen Ländereien vor allem in East Anglia belohnt. Das Domesday Book listet für Roger 6 Lordschaften in Essex, 117 in Suffolk und 187 in Norfolk auf.
Roger wird manchmal als Earl of Norfolk bezeichnet, es ist jedoch unsicher, ob er diesen Titel jemals verliehen bekam. Das erste Familienmitglied, das diesen Titel sicher führte, was sein Sohn Hugh Bigod († 1177). Bis zum 5. Earl, Roger Bigod, wurde er in der Familie gehalten, dieser gab die Grafschaft 1302 an den König zurück, obwohl er einen Bruder und zwei Neffen hatte.

## Stammliste
1. NN, vielleicht Robert le Bigot
  1. Roger Bigod, † 1107; ⚭ I Adelais, ⚭ II Alice de Tosny, † nach 1136, Tochter von Robert deTosny, Lord of Belvoir (Haus Tosny)
    1. (I) William Bigod, † 25. November 1120 beim Untergang des White Ship, 1107 Lord of Framlingham, Suffolk, 1116 Sheriff of Suffolk
    2. (II) Hugh Bigod, 1. Earl of Norfolk Dezember 1140/Januar 1141, † 1177 vor 9. März, 1120 Lord of Framlingham; ⚭ vor 1140, annulliert vor 1168, Juliane de Vere, † um 1199, Tochter von Aubrey de Vere II., Lord of Hedingham, und Adeliza de Clare; ⚭ II Gundred Warwick, † 1200, Tochter von Roger de Beaumont, 2. Earl of Warwick (Haus Beaumont) und Gundred de Warenne
      1. (I) Roger Bigod, 2. Earl of Norfolk, † 1221 vor 2. August; ⚭ um Weihnachten 1181 Ida (wohl Ida de Tosny)
        1. Hugh Bigod, 3. Earl of Norfolk, *1183/84; † Februar 1225, wohl 11./18.; ⚭ 1207 Maud (auch Matilda oder Mahelt) Marshal, *1193/94; † 1248, Tochter von William Marshal, 1. Earl of Pembroke (Haus Marshal) und Isabel de Clare (Haus Clare)
          1.  ? Isabel Bigod; ⚭ I Gilbert de Lacy of Ewyas Lacy, Herefordshire, ⚭ II John fitz Geoffrey, Lord of Shere, Sohn von Geoffrey fitz Peter, 1. Earl of Essex
          2. Roger Bigod, 4. Earl of Norfolk, † 4. Juli 1270, 1246 Marshal of England; ⚭ Mai 1225 Isabella, Tochter von Wilhelm I., König von Schottland, und Ermengarde de Beaumont
          3. Hugh Bigod, † vor 7. Mai 1266, 1257 Chief Justiciar of England; ⚭ Joan de Stuteville, Tochter von Nicolas (II.) de Stouteville und Devorguilla of Galloway, Witwe von Hugh Wake
            1. Roger Bigod, 5. Earl of Norfolk, † 6. Dezember 1306, Earl Marshal, gibt die Grafschaft 1302 an den König zurück; ⚭ I Alina Basset, Tochter von Sir Philip Basset of Wycombe und Havise deLovaine, Witwe von Hugh le Despenser, 1. Baron le Despenser († 1265); ⚭ II 1290 Alice d’Avesnes, Tochter von Johann von Avesnes, Graf von Hennegau und Holland (Haus Avesnes)
            2. Sir John Bigod, 1302 of Settrington; ⚭ Isabel
              1. John Bigod of Settringham,
              2. Roger Bigod

            3. Joan Bigod; ⚭ Philip Kyme, 1. Baron Kyme

          4. Ralph Bigod; ⚭ Bertha de Furnival
            1. John Bigod

          5. William Bigod

        2. William Bigod, † jung
        3. Ralph Bigod
        4. Roger Bigod, † 1230
        5.  ? Alice, † nach 1214; ⚭ nach 1207 Aubrey de Vere, 2. Earl of Oxford, † 1214
        6. Margery, ⚭ William Hastings, † 1226
        7. Mary Bigod, ⚭ Ralph FitzRobert, Lord of Middelham

      2. (II) Hugh Bigod
      3. (II) William Bigod; ⚭ Margaret, Erbtochter von Robert de Sutton of Bures (Essex)

    3. (II) Humphrey Bigod, Kaplan des Königs Heinrich I., † wohl nach 1112/13
    4. (II) Gunnor Bigod, † vor 1137; ⚭ I Robert FitzSwein, Lord of Rayleigh; ⚭ II Hamo de Saint-Clair
    5. (II) Maud Bigod; ⚭ William d’Aubigny (Butler)
      1. William d’Aubigny, 1. Earl of Arundel, † 1176

    6. (II) Cecily; ⚭ William d’Aubigny (Richter), † 1137

  2. William Bigod, † nach 1091
  3. Maud Bigod, † nach 1107; ⚭ Hugues de Hosdenc, † nach 1107

Spätere Nachkommen
Ein Nachkomme des Bruders des letzten Earls war Francis Bigod, der unter Heinrich VIII. im Zusammenhang mit der Pilgrimage of Grace 1537 hingerichtet wurde.

## Weblink
- Die Familie Bigod bei Medieval Genealogy